# Kåtatjärnen (Graninge socken, Ångermanland)
Kåtatjärnen är en sjö i Sollefteå kommun i Ångermanland och ingår i Ångermanälvens huvudavrinningsområde.